# Jim Walton
Jim Carr Walton (Newport, Arkansas;, Estados Unidos; 7 de junio de 1948) es un empresario estadounidense, hijo menor del presidente de las compañías Arvest Bank y Walmart. 12.º persona más rica de los Estados Unidos y 19° persona más rica del mundo.

## Biografía
Jim Walton nació en Newport, Condado de Jackson, Arkansas, el sgundo de cuatro hijos del cofundador de Walmart Sam Walton (1918-1992) y Helen Walton (1919-2007), con sus hermanos S. Robson Walton (1944), John (1946-2005) y Alice (1949). Después de graduarse de Bentonville High School en 1960, donde fue presidente de su clase júnior, jugó fútbol a nivel estatal y también aprendió a volar avión, Walton recibió una licenciatura en Administración de Empresas en Comercialización de la Universidad de Arkansas enFayetteville, Arkansas en 1971, donde también fue miembro de la fraternidad Lambda Chi Alpha. En 1972, se unió a Walmart y participó en sus negocios inmobiliarios. Después de servir durante seis años, se mudó a la empresa propiedad de Walton Enterprises como presidente en 1975.

## Vida personal
Está casado con Lynne McNabb Walton y tiene cuatro hijos, incluyendo a Alice Walton Anne y Thomas Layton Walton. La familia reside en Bentonville, Arkansas.